# Rudolf Lappe
Rudolf Lappe (* 27. Mai 1914 in Chemnitz; † 11. August 2013 in Dresden) war ein deutscher Hochschullehrer im Bereich der Elektrotechnik. Lappe gilt als Nestor der Leistungselektronik in der DDR.

## Leben
Rudolf Lappe wurde im Chemnitzer Stadtteil Kaßberg als Sohn eines jüdischen Rechtsanwalts geboren. 1933 legte er am Chemnitzer Reform-Real-Gymnasium das Abitur ab. Da er als Jude keine Zulassung zu einer deutschen Hochschule bekam, wurde sein Studienwunsch an der Technischen Hochschule Chemnitz abschlägig beschieden. 
Als Lappes Vater verhaftet wurde, emigrierte er im April 1933 nach England. Der 19-Jährige begann an der Universität London ein Studium der Elektrotechnik, was er am Battersea Polytechnic fortsetzte und 1936 mit dem Bachelor of Science (Engineering) abschloss. Bis 1941 arbeitete er als Ingenieur in der Industrie. Ehrenamtlich kümmerte er sich als sogenannter Social Worker um Juden, die im Londoner East End lebten. 1940 wurde Lappe als sogenannter Enemy Alien für einige Monate auf der Isle of Man interniert. Dort schloss er sich einer Gruppe österreichischer Antifaschisten an und lernte auch seine spätere Frau kennen. In der Folge trat er zunächst in den Young Austria ein, einen der KP Österreichs nahestehenden Jugendverband. Später wurde er Mitglied der KPD. Nach seiner Entlassung aus dem Internierungslager bildete Lappe zunächst englische Offiziere in Elektrotechnik aus. Ab 1942 war er bis weit nach Kriegsende als selbständiger technischer Berater und Dozent am Wimbledon Technical College in London tätig. 
1948 zog es Lappe wieder in seine sächsische Heimat. Er wurde zunächst als Assistent am Institut für Allgemeine Elektrotechnik an der wiedereröffneten Technischen Hochschule in Dresden angestellt. 1949 erhielt Lappe den Auftrag, das Lehrgebiet Stromrichtertechnik aufzubauen und zu lehren. 1953 wurde er dazu mit der Dissertation Restionisation bei Quecksilberdampf-Entladungen bei Heinrich Barkhausen und Georg Mierdel promoviert. 1955 erhielt Lappe zunächst eine Wahrnehmungsprofessur, nach seiner 1959 erfolgten Habilitierung mit dem Thema Antriebsregelungen von Induktionsmotoren mit Gasentladungsventilen oder Magnetverstärkern ab 1960 eine ordentliche Professur mit Lehrstuhl für  Stromrichter und Elektrowärme an der damaligen Fakultät für Elektrotechnik. Im Zuge der Einführung des NÖSPL und einer von Walter Ulbricht angestrebten engeren Verflechtung von Wissenschaft und Wirtschaft wurde das SED-Mitglied Rudolf Lappe im Januar 1963 auf dem VI. Parteitag der SED als Kandidat in das ZK der SED gewählt. Eine Wiederwahl erfolgte auf dem nächsten Parteitag 1967 nicht. Nach der III. Hochschulreform und der Umwandlung der Technischen Hochschule in eine Technische Universität lehrte Lappe ab 1969 bis zu seiner Emeritierung 1978 als Professor für Gleichrichtertechnik an der Sektion Elektrotechnik. Gleichzeitig leitete er die Lehrgruppe Leistungselektronik. In den folgenden Jahren widmete sich Lappe vor allem seinen wissenschaftlichen Veröffentlichungen. 1989 erhielt Lappe von der TU Chemnitz die Ehrendoktorwürde verliehen. Er blieb seiner antifaschistischen Grundeinstellung treu und war auch Mitglied der SED-Nachfolger PDS und Die Linke.

## Wissenschaftliches Werk
Lappe legte mit den Grundstein für die Einrichtung der Halbleitertechnik in der DDR und war maßgebend an der Entwicklung der Stromrichtertechnik in der DDR beteiligt. Er begründete an der TH Dresden den ersten Lehrstuhl für Leistungselektronik in der DDR. Seine Forschungen betrieb er in enger Verbindung mit der Industrie. Lappe war Autor mehrerer wissenschaftlicher Standardwerke wie das 1987 gleichzeitig in Ost und West erschienene Lehrbuch Leistungselektronik. 

## Weblink
- Günter Dörfel: Rudolf Lappe. In: Wer war wer in der DDR? 5. Ausgabe. Band 2. Ch. Links, Berlin 2010, ISBN 978-3-86153-561-4.

| Personendaten    | Personendaten                                  |
| ---------------- | ---------------------------------------------- |
| NAME             | Lappe, Rudolf                                  |
| KURZBESCHREIBUNG | deutscher Elektroingenieur und Hochschullehrer |
| GEBURTSDATUM     | 27. Mai 1914                                   |
| GEBURTSORT       | Chemnitz                                       |
| STERBEDATUM      | 11. August 2013                                |
| STERBEORT        | Dresden                                        |